# Heinz Reichert
Heinz Reichert (* 27. Dezember 1877 in Wien; † 16. November 1940 in Los Angeles) war ein österreichischer Librettist.

## Leben
Heinz Reichert wurde als Sohn eines Apothekers geboren, sein Geburtsname lautet Heinrich Blumenreich. Er wirkte schon früh als Bühnenautor. In Zusammenarbeit mit Fritz Grünbaum, Fred Heller, Victor Léon, Rudolf Österreicher, vor allem aber mit Alfred Maria Willner war er einer der gefragtesten Librettisten seiner Zeit.
1928 wurde Reichert Vorstandsmitglied der Gesellschaft der Autoren, Komponisten und Musikverleger, Wien. 1938 musste er in die USA emigrieren und verbrachte die letzten Lebensjahre in Hollywood.

## Werk
Reichert ist vor allem als Verfasser zahlreicher bekannter Operettentextbücher bekannt. In Zusammenarbeit mit Willner schuf er das Textbuch zu dem Schubert-Singspiel Das Dreimäderlhaus und die Libretti für eine Reihe von Erfolgsoperetten wie Franz Lehárs Der Zarewitsch und Frasquita. Auch die später von Giuseppe Adami bearbeitete Textgrundlage für Giacomo Puccinis La rondine schrieb er zusammen mit Willner. Mit wechselnden Co-Autoren lieferte er Textbücher für Pasticcio-Werke mit der Musik von Johann Strauss, Leo Fall und Richard Heuberger.
- Skandal im Schloß
- Die Hochzeitsreise
- Paprika
- Ein Liebestraum
- Zaza
- Jou Jou
- Das Dreimäderlhaus, mit Alfred Maria Willner, Operette in drei Akten, Musik: Heinrich Berté, 1916
- Die schöne Saskia, mit Alfred Maria Willner, Operette in drei Akten, Musik: Oskar Nedbal, 1917
- Die Schwalbe, mit Alfred Maria Willner, später von Giuseppe Adami bearbeitete Textgrundlage für (La rondine), Oper in drei Akten, Musik: Giacomo Puccini, 1917
- Wo die Lerche singt, mit Alfred Maria Willner, Operette in 4 Bildern, Musik: Franz Lehár, 1918
- Frasquita, mit Alfred Maria Willner, Operette in drei Akten, Musik: Franz Lehár, 1922
- Der Zarewitsch, mit Béla Jenbach, Operette in drei Akten, Musik: Franz Lehár, 1927
- Das gnädige Fräulein (mit Fritz Grünbaum)
- Der gelbe Karpfen (mit Fritz Grünbaum)
- Madame Flirt (mit Fritz Grünbaum)
- Walzer aus Wien